# تيلي برفورمانس
تيلي برفورمانس أس إي هي شركة فرنسية متعددة الجنسيات متخصصة في الاستعانة بمصادر خارجية لعمليات الأعمال تأسست في عام 1978 ويقع مقرها الرئيسي في فرنسا. تقدم خدمات تحصيل الديون، والتسويق عبر الهاتف، وإدارة علاقات العملاء، وتعديل المحتوى، والتواصل.

## روابط خارجية
- الموقع العالمي
- موقع الهند
- حلول لانغويج لاين